# Рокаглориоза
Рокаглориоза (итал. Roccagloriosa) је насеље у Италији у округу Салерно, региону Кампанија.
Према процени из 2011. у насељу је живело 816 становника. Насеље се налази на надморској висини од 371 м.

## Становништво
| 1931. | 1936. | 1951. | 1961. | 1971. | 1981. | 1991. | 2001. | 2011. |
| ----- | ----- | ----- | ----- | ----- | ----- | ----- | ----- | ----- |
| 2.166 | 2.266 | 2.334 | 2.215 | 2.116 | 2.038 | 2.167 | 1.734 | 1.716 |